# Lycée Fesch

## Histoire
Le nom rappelle celui du cardinal Fesch, parent de Napoléon Ier. Un décret impérial du 4 avril 1805 cède à la ville d'Ajaccio l'ancienne Maison des Jésuites pour y créer le collège communal d'Ajaccio. 
Le collège assure la classe de rhétorique (1re) à la 6e. À partir de 1826, il prépare au baccalauréat « ès lettres » et « ès sciences ». 
Le 27 mars 1845, le transfert du collège au palais Fesch est décidé. Il quitte le palais en 1936, et l’établissement devient lycée en 1941. À la rentrée 1975, le premier cycle du lycée d'État est transformé en collège autonome d'État.